# Nothing’s Gonna Change My Love for You
«Nothing’s Gonna Change My Love for You» (рус. „Ничто не в силах изменить мою любовь к тебе“) — песня, написанная Майклом Мэссером и Джерри Гоффином. Первоначально была исполнена Джорджем Бенсоном и выпущена им в альбоме «20/20» в 1984 году.
Наибольшую известность композиция получила в исполнении Гленна Медейроса: его кавер-версия стала международным хитом. Она является самой успешной песней в репертуаре певца.

## История
Изначально песня была записана в исполнении Джорджа Бенсона для его полноформатного альбома «20/20» в 1984 году. В 1985 году она была выпущена Бенсоном как сингл на территории Германии. Оригинальная версия получила некоторую известность в Бельгии, достигнув 29-го места в хит-параде Валлонии, и в Нидерландах, став там 43-й.
Особую известность, однако, получила кавер-версия «Nothing’s Gonna Change My Love For You», записанная молодым американским исполнителем Гленном Медейросом, и выпущенная им в его дебютном альбоме «Glenn Medeiros» в 1987 году. Эта версия стала интернациональным хитом, и осталась наиболее известной среди всего исполненного Медейросом материала.
Кавер-версия 2002 года в исполнении Oli.P и Тины Франк также получила популярность в Германии и Австрии, войдя в местные хит-парады.
На Западе «Nothing’s Gonna Change My Love for You» в исполнении Медейроса является популярной свадебной песней.

## Кавер-версии
Помимо Гленна Медейроса, кавер-версии композиции были исполнены такими исполнителями как Энгельберт Хампердинк, «The Shadows», Рональд Кайзер (немецкая версия «Niemand ändert mein Gefühl für dich»), Дана Виннер, Oli.P и другими.

## Чартография
- США — #12 (Billboard Hot 100)[9]
- Канада — #2[10]
- Германия — #20[7][11]
- Швейцария — #8[7][12]
- Австрия — #12[7][13]
- Нидерланды — #1[7][14]
- Бельгия — #2 ( Валлония)[7]
- Швеция — #2[7]
- Норвегия — #2[7]